# Trinity County, Texas
Trinity County är ett administrativt område i delstaten Texas, USA, med 14 585 invånare (2010). Den administrativa huvudorten (county seat) är Groveton.

## Geografi
Enligt United States Census Bureau så har countyt en total area på 1 849 km². 1 795 av den arean är land och 54 km² är vatten.  

### Angränsande countyn
- Angelina County - nordost
- Polk County - sydost
- San Jacinto County - söder
- Walker County - sydväst
- Houston County - nordväst